# Триумф воли
«Триу́мф во́ли» (нем. Triumph des Willens) — пропагандистский фильм о съезде НСДАП в 1934 году в Нюрнберге, снятый кинорежиссёром Лени Рифеншталь по заказу Адольфа Гитлера. Премьера состоялась 28 марта 1935 года в кинотеатре UFA-Palast am Zoo в Берлине. После крушения Третьего рейха демонстрация фильма в Германии была запрещена, поскольку по мнению союзников он служил распространению идей национал-социализма. Сегодня его показ в Германии разрешён только в учебно-просветительских целях с обязательным вступительным словом киноведа или историка.

## Фильм

Кадр из фильма. Гитлер со свитой заходит в Зал собраний

Этот один из самых дорогостоящих и нашумевших неигровых фильмов нацистского периода отмечен печатью «Создан по заказу фюрера». При этом Гитлер лично дал ему название. Несмотря на то что он финансировался из средств рейха, режиссёр Лени Рифеншталь смогла амортизировать его частным образом: официально продюсером значилась не НСДАП, а «Рифеншталь фильм ГмбХ». С помощью 35 кинооператоров и технической группы из 170 человек было отснято 120 километров материала, из которого она смонтировала фильм длиной около 3 километров. Кроме Рифеншталь, в Германии больше никто не располагал такими возможностями и такой политической протекцией. О монтажном принципе она написала в книге «За кулисами фильма о съезде партии» слова, авторство которых позднее отрицала: «На волне реального события в Нюрнберге требовалось инстинктивно найти единую образную линию фильма, который с каждым новым актом, с каждым новым впечатлением все сильнее потрясал бы слушателя и зрителя». В 1965 году в интервью журналу «Кайе дю синема» Рифеншталь заявила: «Это чисто исторический фильм. Я уточняю, это документальный фильм. Он отражает правду истории 1934 года. Таким образом, это документальный, а не пропагандистский фильм». Для режиссёра и её сторонников это был исторический документ, для киноведения — в лучшем случае документ политического ви́дения: «тотальная трансформация реальности» (Зигфрид Кракауэр), «ритуал мобилизации» (Мартин Лойпердингер).
Фильм был признан «особо ценным в государственно-политическом и художественном отношениях». В 1935 году он получил государственный приз и Кубок Муссолини Венецианского кинофестиваля.

## Действие фильма
Действие фильма происходит в Нюрнберге в сентябре 1934 года, во время проведения VI ежегодного съезда Национал-социалистической рабочей партии Германии. Вступительный титр гласит: «20 лет после начала мировой войны… 16 лет после начала немецкого горя… 19 месяцев после начала германского возрождения…» Название, как и происходящее на экране действо отсылает к триумфам, проводимым в Древнем Риме победителями. В роли триумфатора выступает Адольф Гитлер, победивший пару месяцев назад раскол в партии («Ночь длинных ножей»). Фильм призван показать возрождение немецкой нации после позорного поражения в Первой мировой войне, а также единство немецкого народа, национал-социалистической партии и её лидера. Один из наиболее пафосных эпизодов связан с церемонией освящения новых знамён штурмовых отрядов партийным Знаменем крови, которое нёс ветеран движения Якоб Гриммингер. «Знамя крови», хранящее капли крови мучеников Пивного путча, символизировало преемственность поколения отцов, проигравших Первую мировую войну, и напоминало о двадцатилетнем пути Гитлера к вершине политической и государственной власти. Фильм завершается речью Гесса: «Партия — это Гитлер! Гитлер же — это Германия, так же, как и Германия — это Гитлер!» и исполнением песни Хорста Весселя.

## Воздействие фильма
Под увертюру «Мейстерзингеров» Вагнера Гитлер летит в Нюрнберг. Самолёт идёт на посадку, и увертюра сменяется песней Хорста Весселя. Массы радушно встречают фюрера. Действие происходит в зале, в открытом поле, в палаточном лагере. Гитлер держит речь: «Мы умрём, но за вами — будущее… Впереди нас, вокруг нас, позади нас — везде Германия». Выступают партийные бонзы. Рудольф Гесс: «Германия — это дом для немцев всего мира». Бальдур фон Ширах: «Мы видим, что нет различий между классами». Йозеф Геббельс: «Может, и хорошо обладать властью, основанной на диктатуре, но гораздо лучше завоёвывать и не терять сердца людей». Юлиус Штрейхер: «Нация, которая не оберегает свою расовую чистоту, обречена на вымирание». Массы слушают.
Пьер Дриё Ла Рошель, писатель и коллаборационист в оккупированной Франции, писал о впечатлившей его хореографии: «Это прекрасно и это ужасно. Со времён русского балета по части художественного потрясения я больше ничего подобного не испытывал».
Название фильма напоминает о бонапартистской фантазии, согласно которой некогда революционная воля народа растворилась в высшей воле фюрера. Воля стала содержанием, триумф формой. Рифеншталь столкнулась с проблемой вдохнуть движение в застывшие на поле массы. Этого она добилась в первую очередь с помощью монтажа, движения камеры и различных ракурсов съёмки. Причем многие приемы были позаимствованы у Сергея Эйзенштейна, режиссёра фильма «Броненосец Потемкин». При этом историки подчёркивают различия в изображении масс у Эйзенштейна и Рифеншталь.

## Восприятие фильма
Сохранилась «своего рода инструкция к восприятию фильма»: «Радостное утро. Солнце светит над немецкой землёй. Сгущаются облака, устремляются к гигантским горам, окутывают их серебристым и золотым светом, оседают, тают, разносятся ветром… Словно фантастический орёл, самолёт разрезает воздух. (…) Это самолёт, который несёт фюрера в тот город, где состоится огромное, величественное и волнующее действо новой Германии. (…) Необозримые людские массы прикованы к небу. Там, в заоблачных высотах, на золотом солнечном небосводе появляется быстро растущая тень, увеличивается, приближается. С гулом кружит над городом. Какой-то самолёт. Тот самый самолёт. Фюрер летит!». Этот текст снабжён всеми сакральными символами: утро, небо, окутанные золотым светом горы, орёл, deus ex machina, затем «символически священный акт, рукопожатие». «Снова и снова мы чувствуем это почти с мифической силой: как близок этот народ к своему фюреру, как близок этот фюрер к нему». Как заметила Майя Туровская, это «формулирование догмы, а не рекламный текст».

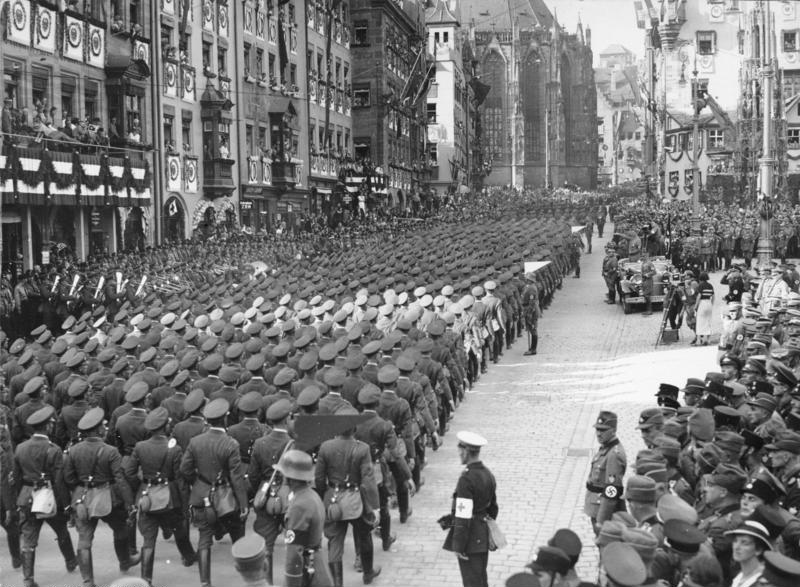
Лени Рифеншталь со своей командой во время съёмок «Триумфа воли». Нюрнберг, сентябрь 1934 года

В конце 1960-х годов киноведы задались вопросом, можно ли рассматривать эстетические достоинства этого фильма независимо от его идеологического посыла. Критики предупреждали, что «Триумф воли» нельзя отделить от контекста его возникновения, и дистанцировались от тех, кто не отказывал ему в эстетической силе и надеялся реабилитировать художественную сторону этого «утилитарного фильма». При этом «Триумф воли» служил наглядным примером «аффективного кино», снятого и смонтированного в жанре апофеоза.
В 1939 году Луис Бунюэль, работая в отделе кинодокументалистики Музея современного искусства в Нью-Йорке, перемонтировал 16-миллиметровую копию фильма Рифеншталь с целью наглядно показать американскому правительству всю мощь нацистского режима и всю опасность его изощрённой кинопропаганды. При этом он не столько монтировал «Триумф воли» заново, сколько сокращал его, целиком вырезая одни эпизоды и сохраняя другие. Звуковая дорожка фильма с музыкой и речами осталась как есть, а речи даже не сопровождались закадровым комментарием. По замыслу Бунюэля, изображение на экране должно было напрямую говорить со зрителем. Однако перемонтаж вызвал неоднозначную реакцию. По мнению киноведа Шарля Тессона, фильм стал результативнее, страшнее, но и опаснее.
Практика использования кадров и целых эпизодов из «Триумфа воли» в документальных фильмах о нацистской Германии продолжается до сих пор. Таким образом, во многом за счёт фрагментов он стал составной частью культурной памяти и тем самым достиг такой известности, которой не пользуется ни один другой документальный фильм.
Кинокритики видят реминисценции и цитаты из «Триумфа воли», например, в «Звёздных войнах» Джорджа Лукаса и даже в анимационном фильме «Король Лев» Роджера Аллерса.